# João de Éfeso
João de Éfeso (ou da Ásia; 505-585) foi um líder de uma igreja siríaca não-calcedônia no século VI, e um dos primeiros e mais importantes historiadores que escreveram em siríaco. O principal trabalho de João foi sua História Eclesiástica que abrange desde o reinado de Júlio César até 585, tendo ele também empregado a era selêucida. Foi composto em três partes, cada um com seis livros: a primeira parte foi perdida, a segunda foi preservada em dois manuscritos do Museu Britânico enquanto a terceira parte parece estar completamente preservada.
Nascido em Amida (atual Diarbaquir) cerca de 505, ele foi ordenado como diácono em 529 por João de Tela no mosteiro de Zuquenim mas devido à sua doutrina monofisista foi obrigado a refugiar-se na Palestina em 534. Posteriormente mudou-se para Constantinopla devido à pestilência que se propagou entre 534-537. Esteve de volta a Amida no início da perseguição aos monofisistas por Efraim, patriarca de Antioquia, e Abraão, bispo de Amida (520-541); retornou a Constantinopla em 540.
Durante o reinado de Justiniano (r. 527–565), João tornou-se líder da comunidade monofisista e a ele foi incumbida a missão de converter todos os pagãos das províncias asiáticas. Bar Hebreu diz que João sucedeu Ântimo I como bispo monofisista de Constantinopla, mas este é provavelmente um erro. João esteve envolvido na construção do grande mosteiro de Trales (atual Aidim) nas colinas que contornam o vale de Meandro assim como mais de 90 outros mosteiros, principalmente em cima de demolidos templos pagãos. Embora não tenha visitado a Núbia esteve ativo na conversão dos núbios.
João posteriormente foi consagrado por Jacó Baradeu como bispo de Éfeso. Em 546, o imperador confiou-lhe a missão de erradicar a prática secreta da idolatria em Constantinopla e seus arredores, após a morte de Justiniano (565) e a ascensão de Justino II. Quando a perseguição aos monofisistas começou em 571, João foi uma das primeiras vítimas tendo sido preso. Embora não se saiba ao certo a data de seu falecimento, considera-se que tenha sido em 585.